# Orival (Charente)
Pour les articles homonymes, voir Orival.
Orival est une commune du Sud-Ouest de la France, située dans le sud du département de la Charente (région Nouvelle-Aquitaine).

## Géographie

### Localisation et accès
Commune très vallonnée du Sud-Charente, Orival est située 3 km à l'est de Chalais et 42 km au sud d'Angoulême, non loin du département de la Dordogne.
Orival est aussi 8 km à l'est d'Aubeterre, 14 km au sud de Montmoreau, 10 km au nord-ouest de Saint-Aulaye. Libourne est à 47 km, Périgueux à 52 km et Bordeaux à 70 km.
La route principale est la D 2, de Chalais à Aubeterre, qui passe 0,7 km au sud du bourg.
La ligne Paris-Bordeaux borde la commune à l'ouest, et la gare la plus proche est celle de Chalais, desservie par des TER à destination d'Angoulême et de Bordeaux.

### Hameaux et lieux-dits
La commune compte des fermes et petits hameaux comme chez Pinaud et chez Laurent au nord, Morthoumé, Château Roy, le Petit Maine et le Mas à l'ouest, le Grand Chizet et Touzinat au sud, Puy Gouffier au nord-est, etc. Le bourg n'est pas plus gros qu'un de ces hameaux.

### Communes limitrophes
|         | Montboyer                | Courlac  |
| Chalais | Orival                   | Rouffiac |
|         | Saint-Quentin-de-Chalais |          |

### Géologie et relief
La commune est occupée par le Campanien (Crétacé supérieur), calcaire crayeux qui occupe une grande partie du Sud Charente. La vallée de la Tude est occupée par des alluvions récente du Quaternaire,,.
La commune occupe le versant oriental de la vallée de la Tude. Le relief y est assez prononcé car de nombreuses combes y descendent d'est en ouest depuis la crête.
Le point culminant de la commune est à une altitude de 154 m, situé sur la limite orientale en haut de Beaumont. Le point le plus bas est à 45 m, situé le long de la Tude en limite ouest. Le bourg, construit sur un épaulement à mi-pente, est à 100 m d'altitude.

### Hydrographie

#### Réseau hydrographique

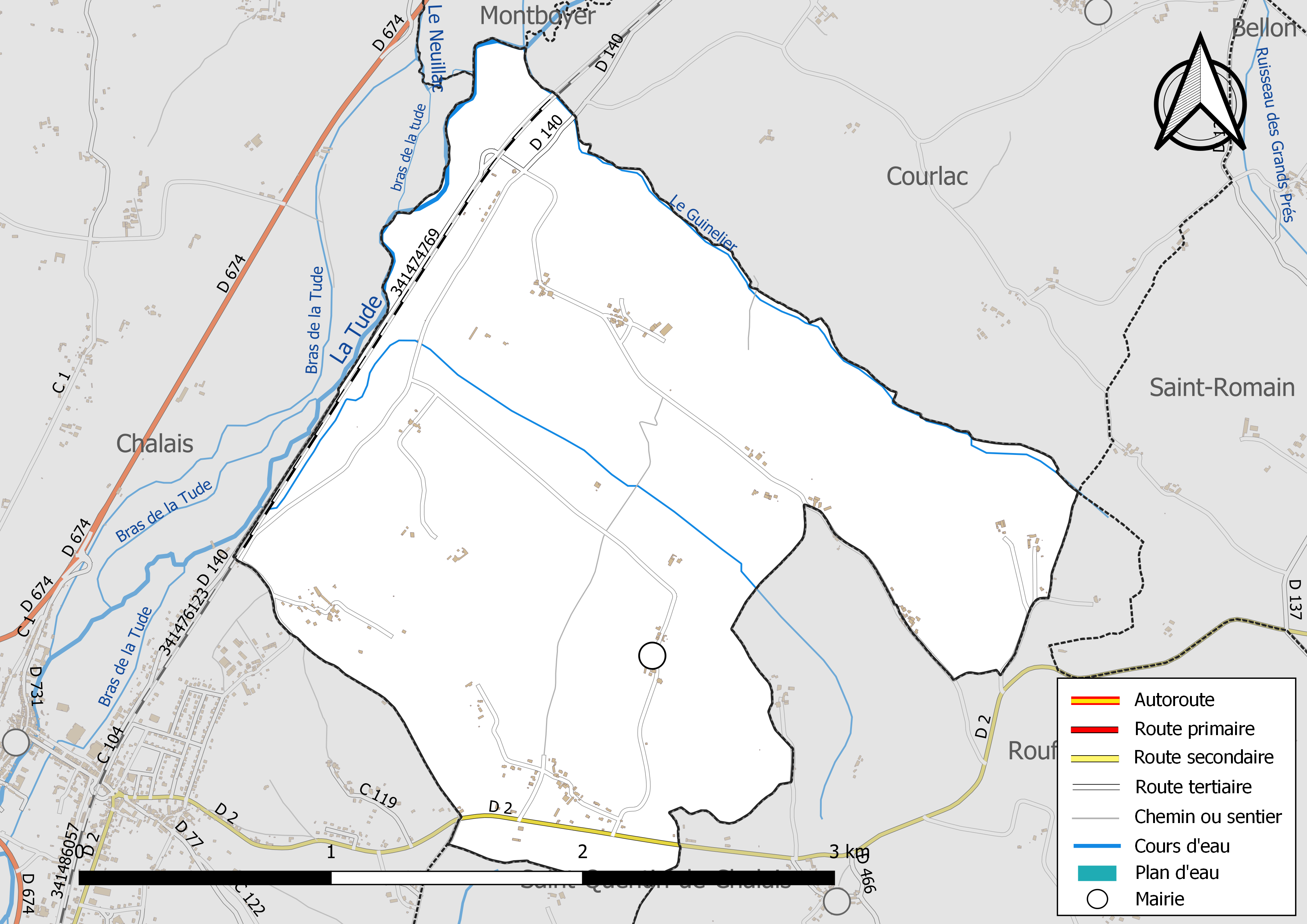
Réseaux hydrographique et routier d'Orival.

La commune est située dans le bassin de la Dordogne au sein du Bassin Adour-Garonne. Elle est drainée par la Tude, le Neuillac, le Guinelier et par un petit cours d'eau, qui constituent un réseau hydrographique de 6 km de longueur totale,.
La commune est bordée à l'ouest par la rivière la Tude qui se jette dans la Dronne, elle-même affluent de l'Isle et sous-affluent de la Dordogne.
Le Guinelier, petit ruisseau affluent de la Tude, limite la commune au nord.
La commune possède quelques fontaines, comme la Font Grand près de la Tude, la Font Vignière, et des sources au pied des collines.

#### Gestion des eaux
Le territoire communal est couvert par le schéma d'aménagement et de gestion des eaux (SAGE) « Isle - Dronne ». Ce document de planification, dont le territoire regroupe les bassins versants de l'Isle et de la Dronne, d'une superficie de 7 500 km2, a été approuvé le 2 août 2021. La structure porteuse de l'élaboration et de la mise en œuvre est l'établissement public territorial de bassin de la Dordogne (EPIDOR). Il définit sur son territoire les objectifs généraux d’utilisation, de mise en valeur et de protection quantitative et qualitative des ressources en eau superficielle et souterraine, en respect des objectifs de qualité définis dans le troisième SDAGE  du Bassin Adour-Garonne qui couvre la période 2022-2027, approuvé le 10 mars 2022.

### Climat
Comme dans les trois quarts sud et ouest du département, le climat est océanique aquitain.

### Milieux naturels et biodiversité

#### Natura 2000
Bordé à l'ouest par la Tude, le territoire communal est concerné par le site Vallée de la Tude, identifié dans le réseau Natura 2000 comme important pour la conservation d'espèces animales européennes menacées,.
Seize espèces animales inscrites à l'annexe II de la directive 92/43/CEE de l'Union européenne y ont été répertoriées.
- un amphibien : le Sonneur à ventre jaune (Bombina variegata) ;
- un crustacé, l'Écrevisse à pattes blanches (Austropotamobius pallipes) ;
- six insectes : l'Agrion de Mercure (Coenagrion mercuriale), le Cerf-volant (mâle) ou la Grande biche (femelle) (Lucanus cervus), la Cordulie à corps fin (Oxygastra curtisii), le Cuivré des marais (Lycaena dispar), le Damier de la succise (Euphydryas aurinia) et le Gomphe de Graslin (Gomphus graslinii) ;
- cinq mammifères : la Loutre d'Europe (Lutra lutra) et le Vison d'Europe (Mustela lutreola), et trois chauves-souris : la Barbastelle d'Europe (Barbastella barbastellus), le Murin à oreilles échancrées (Myotis emarginatus) et le Petit rhinolophe (Rhinolophus hipposideros) ;
- deux poissons : le Chabot fluviatile (Cottus perifretum) et la Lamproie de Planer (Lampetra  planeri) ;
- un reptile : la Cistude (Emys orbicularis).

Vingt-six autres espèces animales importantes y ont été recensées dont quatorze sont concernées par l'annexe IV de la directive habitats.

#### ZNIEFF
À Orival, sur un périmètre quasi identique à celui du site Natura 2000 ci-dessus, la vallée de la Tude fait partie de la ZNIEFF de type II nommée « Vallées de la Nizonne, de la Tude et de la Dronne en Poitou-Charentes »,.
Vingt-deux espèces déterminantes d'animaux y ont été répertoriées :
- un amphibien : la Rainette verte (Hyla arborea) ;
- un crustacé, l'Écrevisse à pattes blanches (Austropotamobius pallipes) ;
- cinq insectes dont trois lépidoptères : l'Azuré de la sanguisorbe (Phengaris teleius), le Cuivré des marais (Lycaena dispar) et le Fadet des laîches (Coenonympha oedippus) et deux odonates : l'Agrion de Mercure (Coenagrion mercuriale) et la Cordulie à corps fin (Oxygastra curtisii) ;
- sept mammifères : la Loutre d'Europe (Lutra lutra) et le Vison d'Europe (Mustela lutreola), ainsi que cinq chauves-souris : le Murin à moustaches (Myotis mystacinus), l'Oreillard roux (Plecotus auritus), la Pipistrelle de Kuhl (Pipistrellus kuhlii), le Petit rhinolophe (Rhinolophus hipposideros) et la Sérotine commune (Eptesicus serotinus) ;
- quatre oiseaux : l'Alouette lulu (Lullula arborea), le Martin-pêcheur d'Europe (Alcedo atthis), le Milan noir (Milvus migrans) et le Tarier des prés (Saxicola rubetra) ;
- trois poissons : le Chabot commun (Cottus gobio), la Lamproie de Planer (Lampetra  planeri) et le Toxostome (Parachondrostoma toxostoma) ;
- un reptile : la Cistude (Emys orbicularis).

Vingt-neuf autres espèces animales (quatre mammifères et vingt-cinq oiseaux) y ont été recensées.

## Urbanisme

### Typologie
Au 1er janvier 2024, Orival est catégorisée commune rurale à habitat très dispersé, selon la nouvelle grille communale de densité à 7 niveaux définie par l'Insee en 2022.
Elle est située hors unité urbaine et hors attraction des villes,.

### Occupation des sols
L'occupation des sols de la commune, telle qu'elle ressort de la base de données européenne d’occupation biophysique des sols Corine Land Cover (CLC), est marquée par l'importance des territoires agricoles (89,9 % en 2018), en diminution par rapport à 1990 (92,3 %). La répartition détaillée en 2018 est la suivante : 
terres arables (63,5 %), zones agricoles hétérogènes (19,9 %), prairies (6,4 %), forêts (6,2 %), zones urbanisées (3,9 %). L'évolution de l’occupation des sols de la commune et de ses infrastructures peut être observée sur les différentes représentations cartographiques du territoire : la carte de Cassini (XVIIIe siècle), la carte d'état-major (1820-1866) et les cartes ou photos aériennes de l'IGN pour la période actuelle (1950 à aujourd'hui).

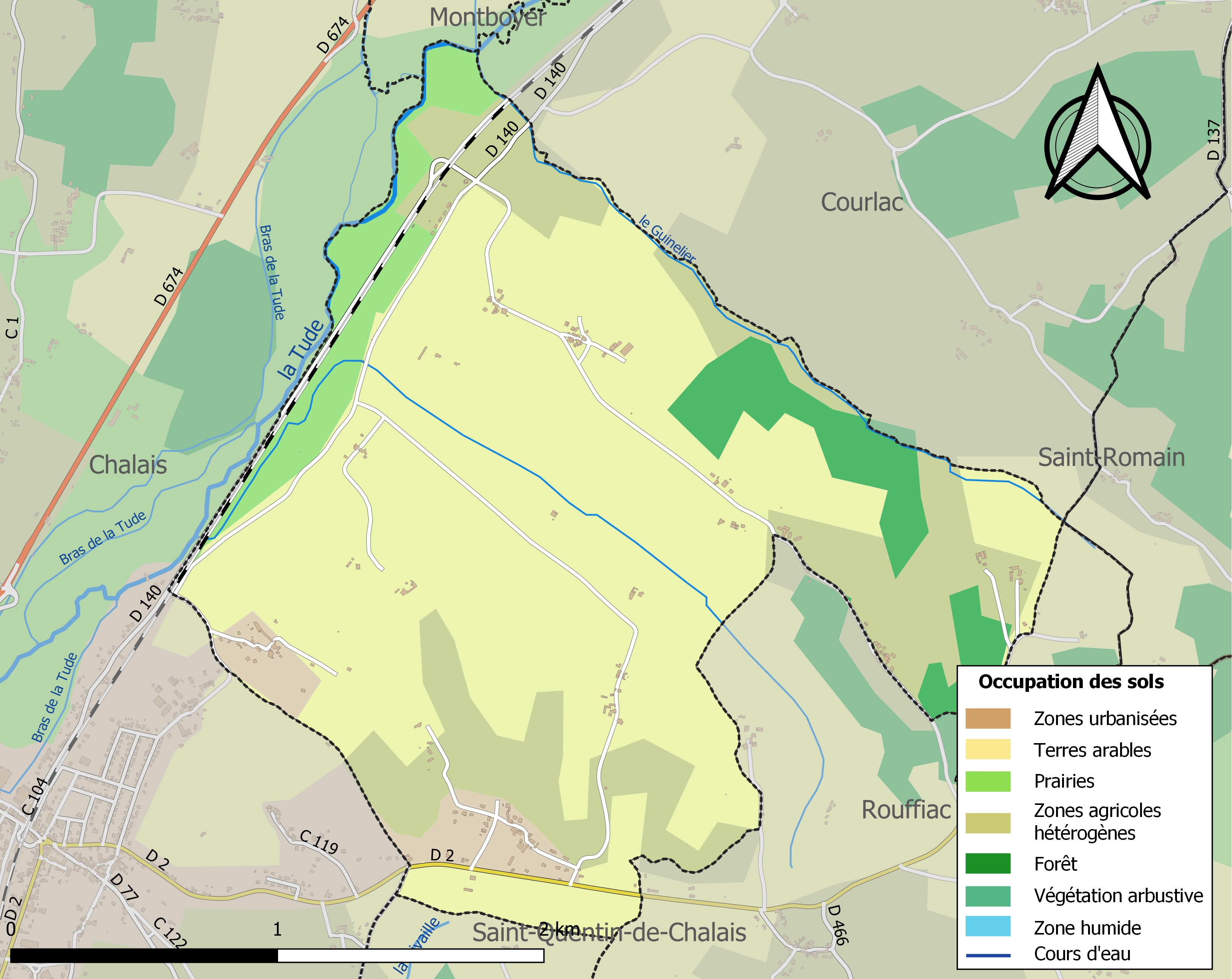
Carte des infrastructures et de l'occupation des sols de la commune en 2018 (CLC).

### Risques majeurs
Le territoire de la commune d'Orival est vulnérable à différents aléas naturels : météorologiques (tempête, orage, neige, grand froid, canicule ou sécheresse) et séisme (sismicité faible). Un site publié par le BRGM permet d'évaluer simplement et rapidement les risques d'un bien localisé soit par son adresse soit par le numéro de sa parcelle.

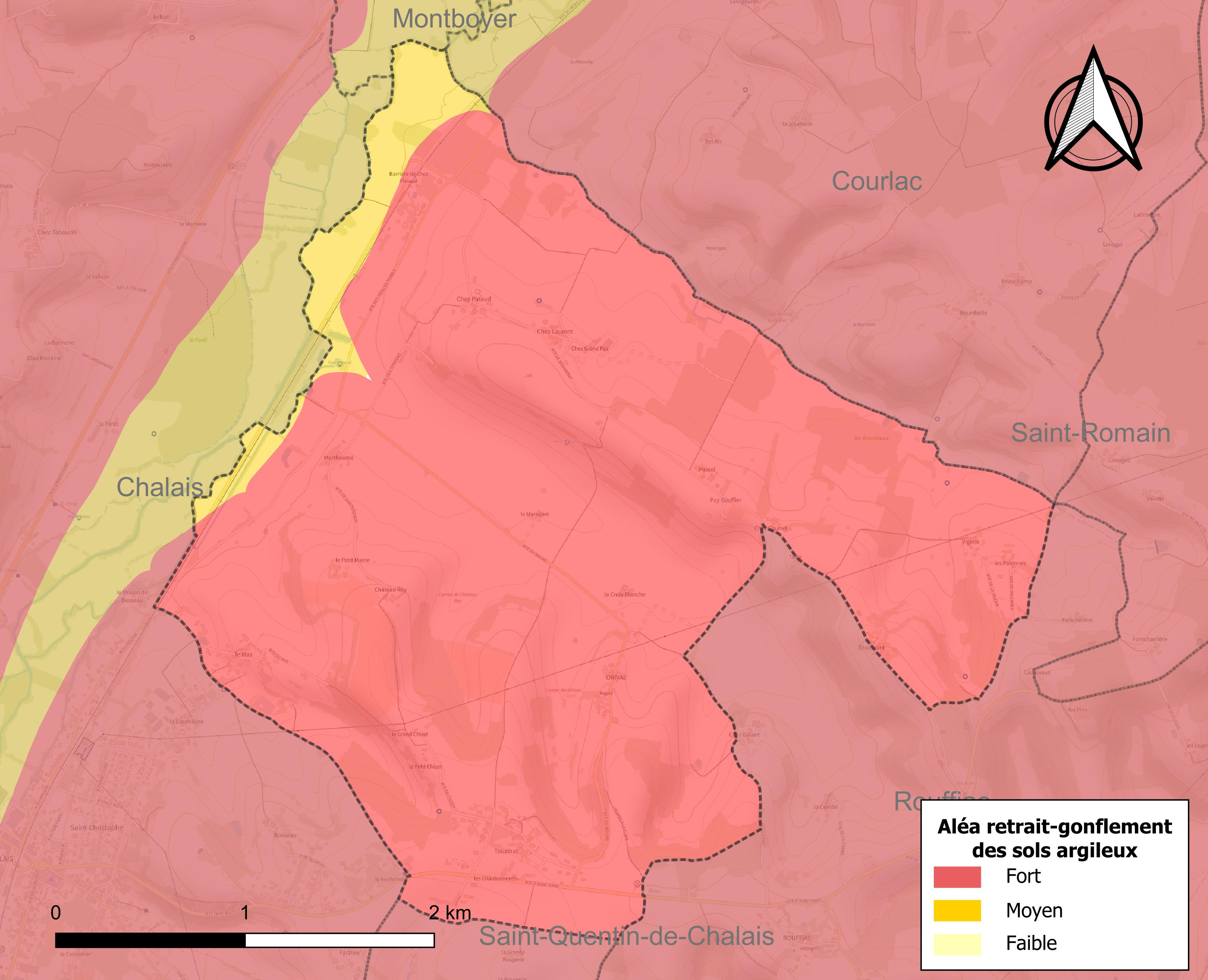
Carte des zones d'aléa retrait-gonflement des sols argileux d'Orival.

Le retrait-gonflement des sols argileux est susceptible d'engendrer des dommages importants aux bâtiments en cas d’alternance de périodes de sécheresse et de pluie. La totalité de la commune est en aléa moyen ou fort (67,4 % au niveau départemental et 48,5 % au niveau national). Sur les 106 bâtiments dénombrés sur la commune en 2019,  106 sont en aléa moyen ou fort, soit 100 %, à comparer aux 81 % au niveau départemental et 54 % au niveau national. Une cartographie de l'exposition du territoire national au retrait gonflement des sols argileux est disponible sur le site du BRGM,.
Par ailleurs, afin de mieux appréhender le risque d’affaissement de terrain, l'inventaire national des cavités souterraines permet de localiser celles situées sur la commune.
La commune a été reconnue en état de catastrophe naturelle au titre des dommages causés par les inondations et coulées de boue survenues en 1982, 1983, 1988 et 1999. Concernant les mouvements de terrains, la commune a été reconnue en état de catastrophe naturelle au titre des dommages causés par des mouvements de terrain en 1999.

## Toponymie
Une forme ancienne est Aurivalle au XIIIe siècle.
L'origine du nom d'Orival remonte au latin aurea vallis qui signifie « vallée d'or ».

## Histoire
Sous l'Ancien Régime, Château Roy était une seigneurie d'où est originaire la famille Martin de Chateauroy. Jacques Martin était seigneur de Châteauroy en 1600.

## Administration

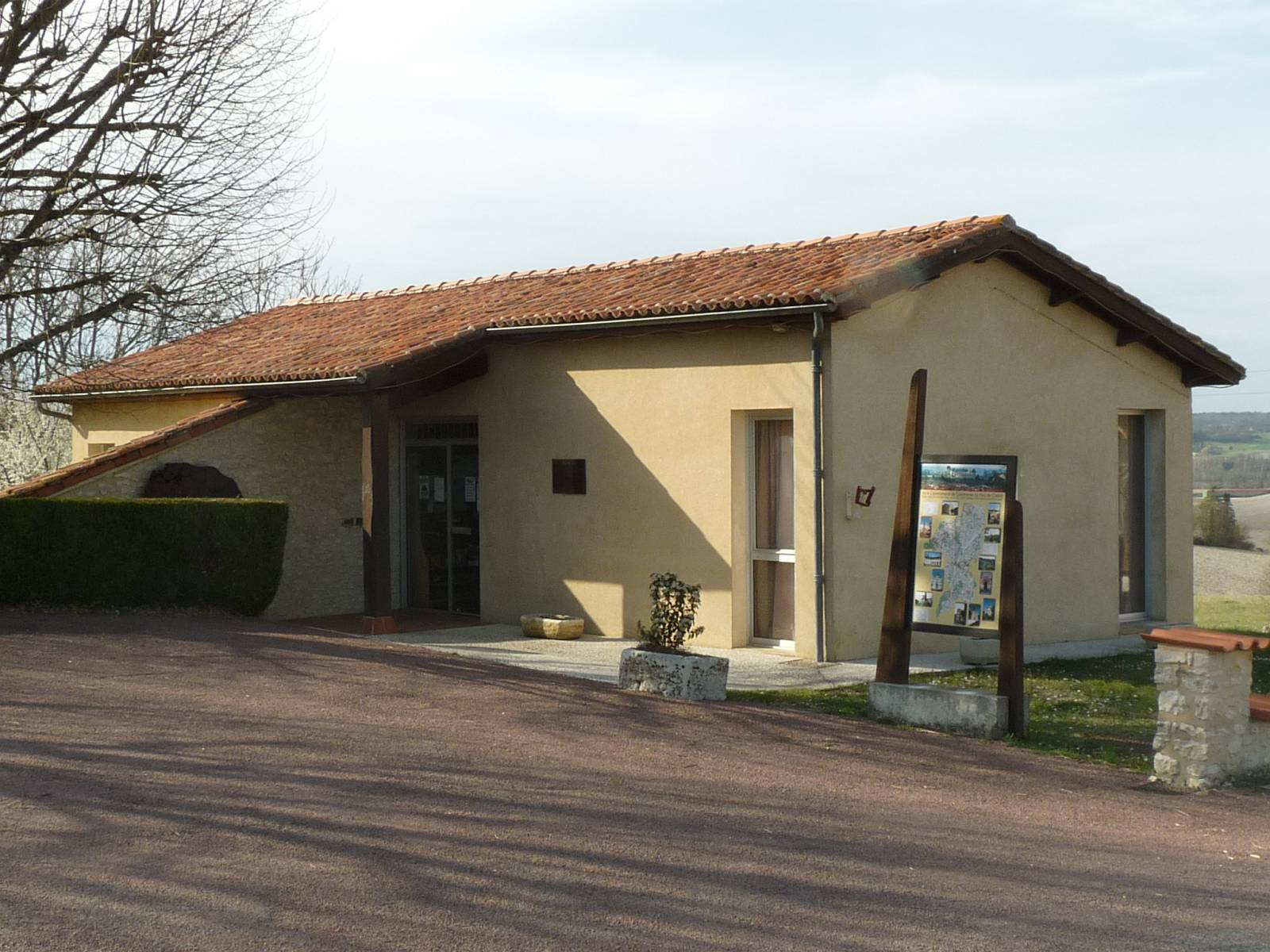
La mairie.

| Période                                  | Période        | Identité            | Étiquette        | Qualité                      |
| ---------------------------------------- | -------------- | ------------------- | ---------------- | ---------------------------- |
| avant 1803                               | après 1805     | Lusseau             |                  |                              |
| 1811                                     | après 1812     | Gabriel Bourdier    |                  |                              |
| vers 1816                                | vers 1816      | Quidet              |                  |                              |
| 1817                                     | novembre 1831  | Jacques Hérier      |                  | Propriétaire cultivateur     |
| décembre 1831                            | mars 1837      | Pierre Antoine Gros |                  | Géomètre                     |
| septembre 1837                           | septembre 1846 | Jean Gros           |                  | Propriétaire cultivateur     |
| octobre 1846                             | septembre 1848 | Pierre Favier       |                  |                              |
| octobre 1848                             | septembre 1870 | Jean Bardon         |                  | Propriétaire cultivateur     |
| novembre 1870                            | novembre 1898  | Jean Félix Bardon   |                  | Propriétaire cultivateur     |
| 1899                                     | 1902 ?         | Jean Danias         |                  |                              |
| Les données manquantes sont à compléter. |                |                     |                  |                              |
| 1945                                     | 1959 ?         | Jean Thillard       |                  |                              |
| Les données manquantes sont à compléter. |                |                     |                  |                              |
| 1977                                     | 1990           | Claude Corneaud     | Parti Socialiste | Professeur de collège        |
| 1990                                     | mars 2008      | Jean-Paul Letard    | Parti Communiste | Mécanicien indépendant       |
| mars 2008                                | décembre 2011  | Christine Duval     |                  | Employée d'imprimerie        |
| janvier 2012                             | 2014           | Daniel Dumas        |                  | Agriculteur                  |
| mars 2014                                | 2020           | Prith Appasawmy     |                  | Pharmacien                   |
| 2020                                     | En cours       | Pauline Dumas       | Sans étiquette   | Auxiliaire de vie à domicile |

## Démographie

### Évolution démographique
L'évolution du nombre d'habitants est connue à travers les recensements de la population effectués dans la commune depuis 1793. Pour les communes de moins de 10 000 habitants, une enquête de recensement portant sur toute la population est réalisée tous les cinq ans, les populations de référence des années intermédiaires étant quant à elles estimées par interpolation ou extrapolation. Pour la commune, le premier recensement exhaustif entrant dans le cadre du nouveau dispositif a été réalisé en 2006.

En 2022, la commune comptait 150 habitants, en évolution de −1,96 % par rapport à 2016 (Charente : −0,48 %, France hors Mayotte : +2,11 %).
| 1793 | 1800 | 1806 | 1821 | 1831 | 1841 | 1846 | 1851 | 1856 |
| ---- | ---- | ---- | ---- | ---- | ---- | ---- | ---- | ---- |
| 389  | 341  | 335  | 350  | 350  | 358  | 353  | 353  | 371  |

| 1861 | 1866 | 1872 | 1876 | 1881 | 1886 | 1891 | 1896 | 1901 |
| ---- | ---- | ---- | ---- | ---- | ---- | ---- | ---- | ---- |
| 345  | 319  | 322  | 301  | 293  | 290  | 269  | 258  | 238  |

| 1906 | 1911 | 1921 | 1926 | 1931 | 1936 | 1946 | 1954 | 1962 |
| ---- | ---- | ---- | ---- | ---- | ---- | ---- | ---- | ---- |
| 251  | 232  | 215  | 214  | 222  | 204  | 183  | 174  | 129  |

| 1968 | 1975 | 1982 | 1990 | 1999 | 2006 | 2011 | 2016 | 2021 |
| ---- | ---- | ---- | ---- | ---- | ---- | ---- | ---- | ---- |
| 123  | 143  | 173  | 177  | 153  | 160  | 155  | 153  | 151  |

| 2022 | - | - | - | - | - | - | - | - |
| ---- | - | - | - | - | - | - | - | - |
| 150  | - | - | - | - | - | - | - | - |

En 2008, Orival comptait 155 habitants  (soit une stagnation par rapport à 1999). La commune occupait le 29 537e rang au niveau national, alors qu'elle était au 28 757e en 1999, et le 343e au niveau départemental sur 404 communes.

### Pyramide des âges
La population de la commune est relativement âgée.
En 2018, le taux de personnes d'un âge inférieur à 30 ans s'élève à 19,6 %, soit en dessous de la moyenne départementale (30,2 %). À l'inverse, le taux de personnes d'âge supérieur à 60 ans est de 38,6 % la même année, alors qu'il est de 32,3 % au niveau départemental.
En 2018, la commune comptait 80 hommes pour 73 femmes, soit un taux de 52,29 % d'hommes, largement supérieur au taux départemental (48,41 %).
Les pyramides des âges de la commune et du département s'établissent comme suit.
| Hommes | Classe d’âge | Femmes |
| ------ | ------------ | ------ |
| 1,3    | 90 ou +      | 0,0    |
| 12,5   | 75-89 ans    | 9,6    |
| 26,3   | 60-74 ans    | 27,4   |
| 23,8   | 45-59 ans    | 34,2   |
| 15,0   | 30-44 ans    | 11,0   |
| 13,8   | 15-29 ans    | 8,2    |
| 7,5    | 0-14 ans     | 9,6    |

| Hommes | Classe d’âge | Femmes |
| ------ | ------------ | ------ |
| 1      | 90 ou +      | 2,7    |
| 9,2    | 75-89 ans    | 12     |
| 20,6   | 60-74 ans    | 21,3   |
| 20,7   | 45-59 ans    | 20,3   |
| 16,8   | 30-44 ans    | 16     |
| 15,6   | 15-29 ans    | 13,4   |
| 16,1   | 0-14 ans     | 14,3   |

## Économie

### Agriculture
La viticulture occupe une petite partie de l'activité agricole. La commune est située dans les Bons Bois, dans la zone d'appellation d'origine contrôlée du cognac.

## Équipements, services et vie locale

### Enseignement
Orival ne possède pas d'école. Le secteur scolaire est Chalais.

## Lieux et monuments
L'église paroissiale Saint-Adorateur est romane et date du XIIe siècle, avec son abside en cul de four, son portail XIXe siècle, ses fonts baptismaux octogonaux.

L'église d'Orival
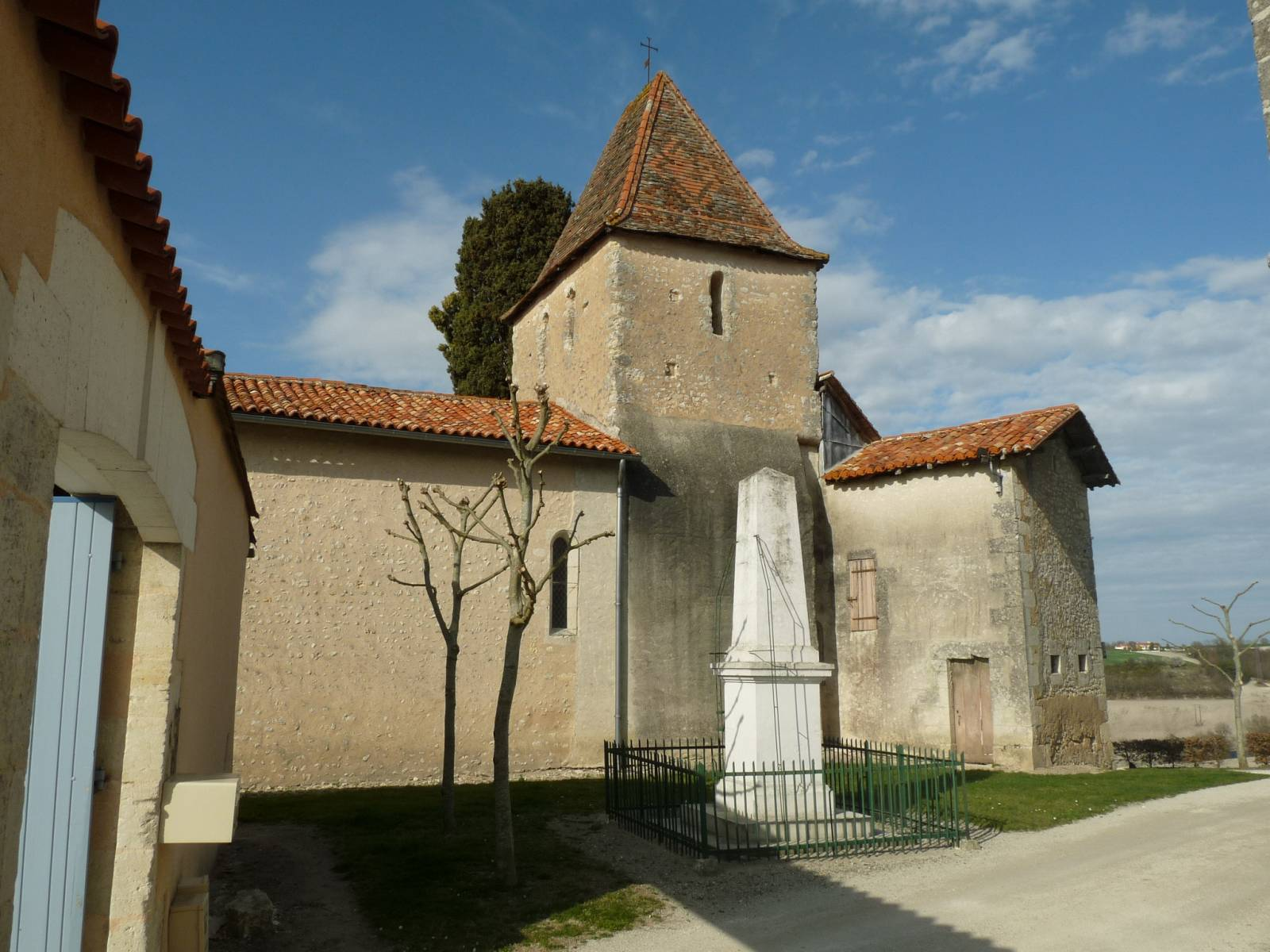
Le clocher et le monument aux morts.
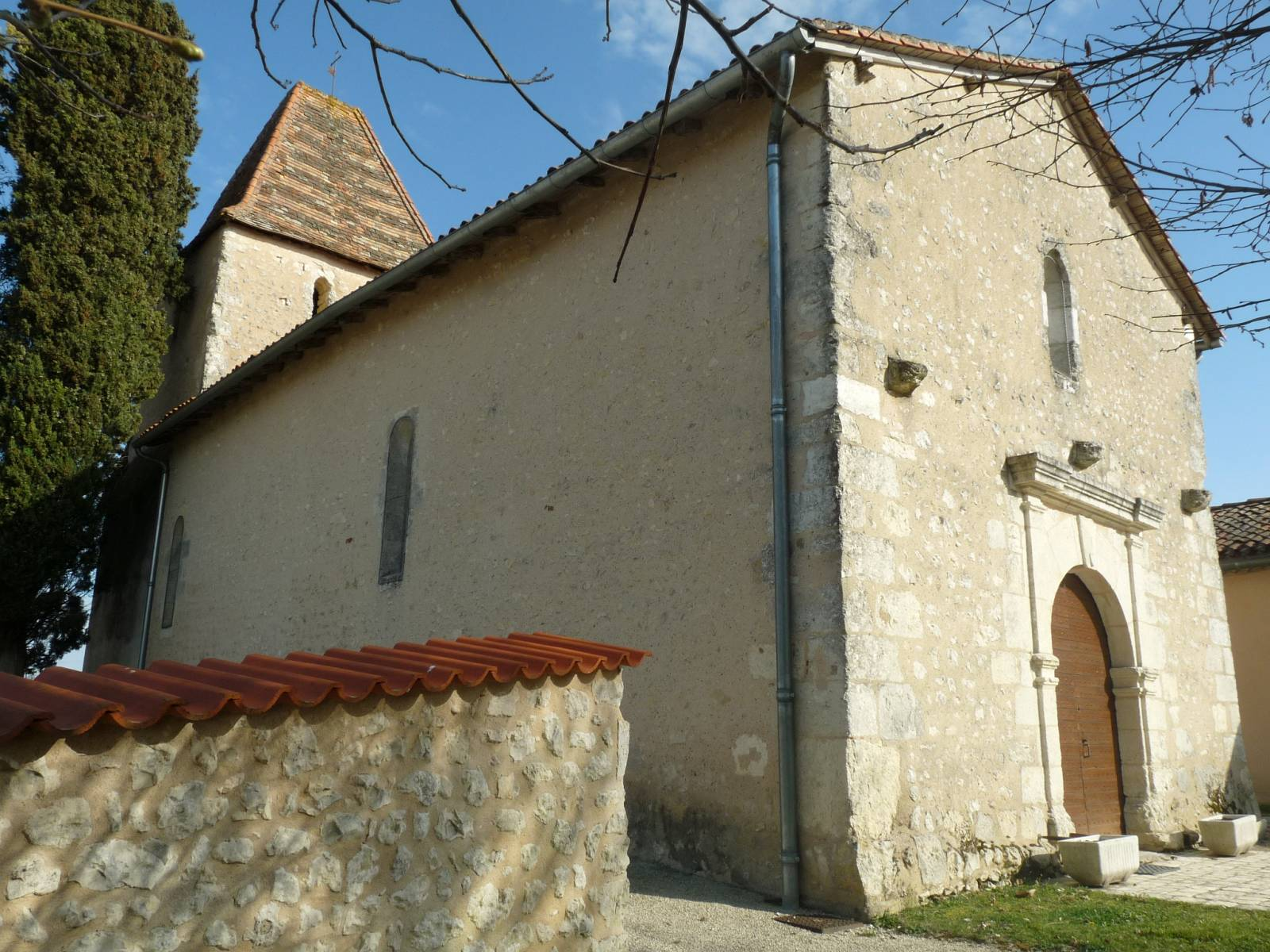
Le portail.